# Brod budala
Brod budala je album Ramba Amadeusa iz 2020. Sadrži 8 pjesama. Izvorno je objavljen na YouTube-u, da bi se tek nekoliko mjeseci kasnije mogao naći na platformama za streaming. 2022. godine album je izdan u ograničenom izdanju na ploči.
Uspješnice s ovog albuma su naslovna pjesma, i "Oda radosti – anegdote evrointegracija".

## Album
Album je dobio ime po istoimenom romanu Katherine Ann Porter. 
O riječima naslovne pjesme autor je rekao sljedeće: „Ovaj sam tekst napisao obrativši pažnju na stvarni utjecaj narodnih poslovica koje su nam servirane kao modus vivendi.“

### Naslovnica
Na izvornome izdanju albuma prikazan je crveni FAP-ov kamion u obliku podmornice, dok je na naslovnici vinilnoga izdanja ilustracija mornara koji plove ravnom Zemljom koja leži na kanalizacijskim cijevima.